# Organización Nacional Espacial
La Organización Nacional Espacial (NSPO según sus siglas en inglés; anteriormente conocida como Oficina del Programa Espacial Nacional) es la agencia espacial de la República de China, dependiente del Ministerio de Ciencia y Tecnología de Taiwán. La organización es responsable del programa espacial nacional, desarrollando tecnologías e investigaciones espaciales.

## Organización
La sede central de NSPO y sus estaciones terrenas se encuentran en la ciudad de Hsinchu. Y se organiza de la siguiente manera:
| Oficina del director general | Oficina del director general     |
| ---------------------------- | -------------------------------- |
| División de Ingeniería       | Sistemas                         |
| División de Ingeniería       | Eléctrico                        |
| División de Ingeniería       | Mecánica                         |
| División de Ingeniería       | Control de vuelo                 |
| División de Ingeniería       | Control y operación de satélites |
| División de Ingeniería       | Fotografía satelital             |
| División de Ingeniería       | Pruebas e integración            |
| División de Ingeniería       | Seguro del producto              |
| División                     | Planificación y promoción        |
| División                     | Administración                   |
| División                     | Finanzas y Contabilidad          |
| Oficina del programa         | Misiones orientadas a proyectos  |
| Oficina del programa         | Formosat 7                       |
| Oficina del programa         | Formosat 5                       |

La organización también posee numerosos laboratorios:
- Laboratorio de simulación de sistemas
- Laboratorio de control termal
- Laboratorio de comunicación por microondas
- Laboratorio de procesamiento de información
- Laboratorio de control de actitud
- Laboratorio de Electro-Óptica
- Laboratorio de desarrollo de estructuras
- Laboratorio de energía eléctrica
- Laboratorio de Aislamiento Multicapa (MLI)

## Cohetes
La organización lanzó varios cohetes orbitales, utilizando una variante del misil Sky Bow II.
| Misión | Fecha                   | Carga                                  | Resultado                                |
| ------ | ----------------------- | -------------------------------------- | ---------------------------------------- |
| SR-I   | 15 de diciembre de 1998 | Ninguna                                | Vuelo de prueba exitoso                  |
| SR-II  | 24 de octubre de 2001   | Trimetilaluminio                       | Fracaso, la segunda etapa no se encendió |
| SR-III | 24 de diciembre de 2003 | Trimetilaluminio                       | Éxito                                    |
| SR-IV  | 14 de diciembre de 2004 | Fotómetro de Airglow y un receptor GPS | Éxito                                    |
| SR-V   | 15 de enero de 2006     | Sonda de iones                         | Éxito                                    |
| SR-VII | 10 de mayo de 2010      | Sonda de iones                         | Éxito                                    |

## Lanzadera orbital
Poco se ha revelado sobre el desarrollo de una lanzadera orbital. Debería poder colocar una carga útil de 100 kg en una órbita entre los 500-700 km. Esta lanzadera será una mejora tecnológica importante basada en los cohetes sonda existentes y consistirá en cuatro etapas de propelente sólido con dos cohetes de refuerzo, también de propolenete sólido, parecido al Satellite Launch Vehicle indio. El lanzamiento inaugural está programado para llevarse a cabo durante la segunda fase del proyecto espacial (第二期太空計畫) 2004-2018.

## Satélites diseñados y fabricados en Taiwán

### Formosat (anteriormente ROCSAT)
- Formosat-1 (anteriormente ROCSAT-1): Telecomunicaciones y estudio de la Ionosfera, lanzado en enero de 1999
- Formosat-2 (anteriormente ROCSAT-2): Estudio de la ionosfera y mapeado de la superficie, lanzado en mayo de 2004.
- Formosat-3/COSMIC: Constelación de 6 microsatelites para el estudio de la ocultación. Proyecto colaborativo con la NASA y otras agencias estadounidenses
- Formosat-5:  Observación de la tierra, cooperación con Canadá y Japón. El lanzamiento estaba originalmente planeado para 2011,[6] pero finalmente fue lanzado en 2017.[7]

### Otros
- YamSat: Serie de picosatelites para realizar investigaciones sobre la espectroscopía.[8] Originalmente el lanzamiento estaba planeado para 2003 utilizando un lanzador ruso, pero finalmente fue cancelado debido a presiones políticas del gobierno ruso.[9]
- Arase: Satélite japonés donde la agencia proveyó un instrumento.

### Misiones futuras
- Formosat-7/Cosmic-2: Continuación del programa Formosat-3/COSMIC, lanzamiento planeado entre 2017 y 2019.[10]